# Varför ler du Mona Lisa?
Varför ler du Mona Lisa? är en tysk dramafilm från 1931 i regi av Géza von Bolváry löst baserad på verkliga händelser kring Vincenzo Peruggias stöld av tavlan Mona Lisa 1911.

## Handling
Året är 1911. Den fattige glasmästaren Vicenzo Peruggia blir intresserad av och förälskad i den franske hotellstäderskan Mathilde. Då hon är lik Mona Lisa lyckas han med konststycket att stjäla tavlan från Louvren. Det imponerar dock inte på henne och Vicenzo erkänner stölden, men anger av skam ett annat motiv. Hans tanke var i själva verket att stjäla tillbaka tavlan till Italien för att restaurera den! Det hela leder till att han blir hyllad som hjälte. 

## Rollista
- Trude von Molo - Mathilde
- Willi Forst - Vicenzo Peruggia
- Gustaf Gründgens - den okände
- Fritz Odemar - Louvrens direktör
- Max Gülstorff - intendenten
- Paul Kemp - polislöjtnant
- Anton Pointner - den resande
- Alexander Granach - Redner
- Fritz Grünbaum - påstådde tjuven
- Angelo Ferrari - italiensk kommissarie
- Hubert von Meyerinck - museiguide
- Rosa Valetti
- Fritz Alberti